# ブタ

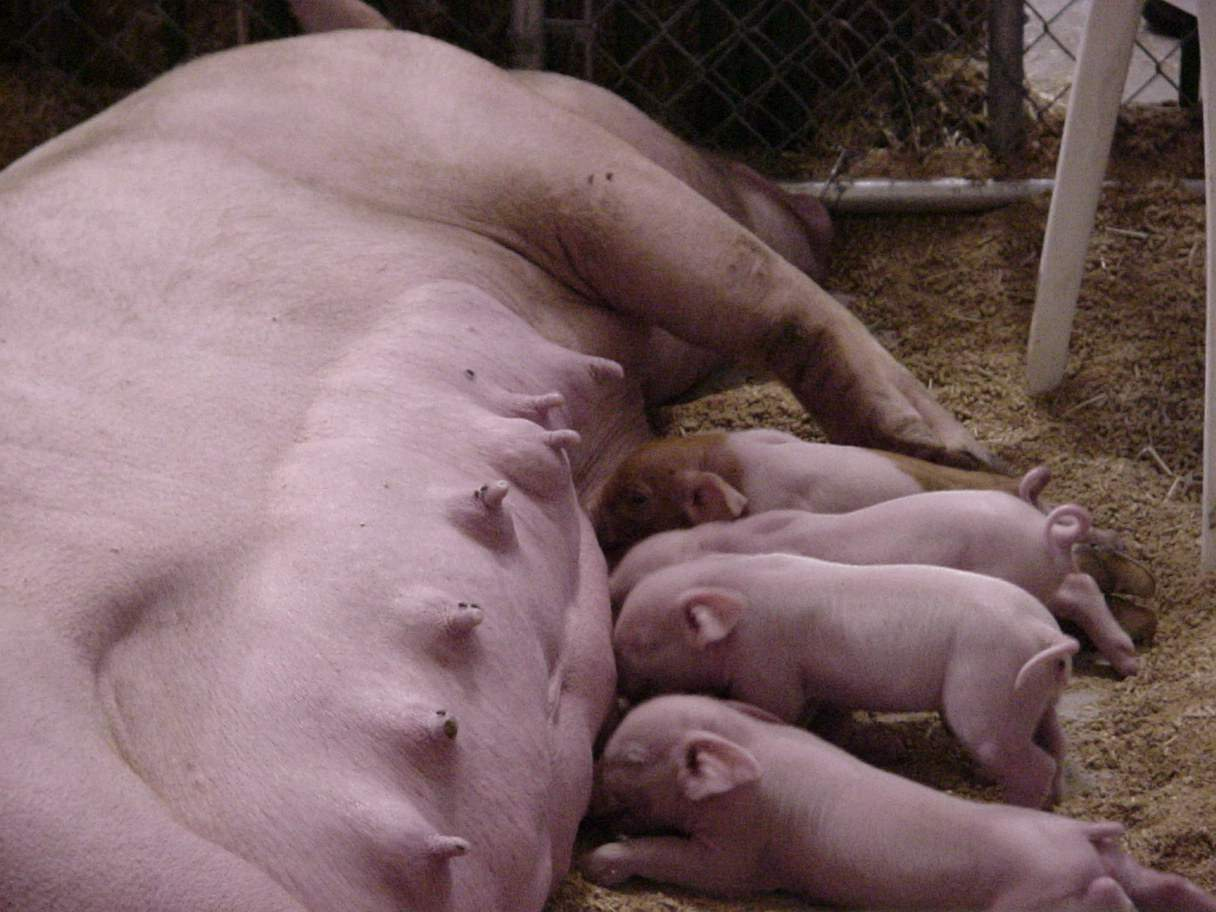
仔豚に母乳を与える豚

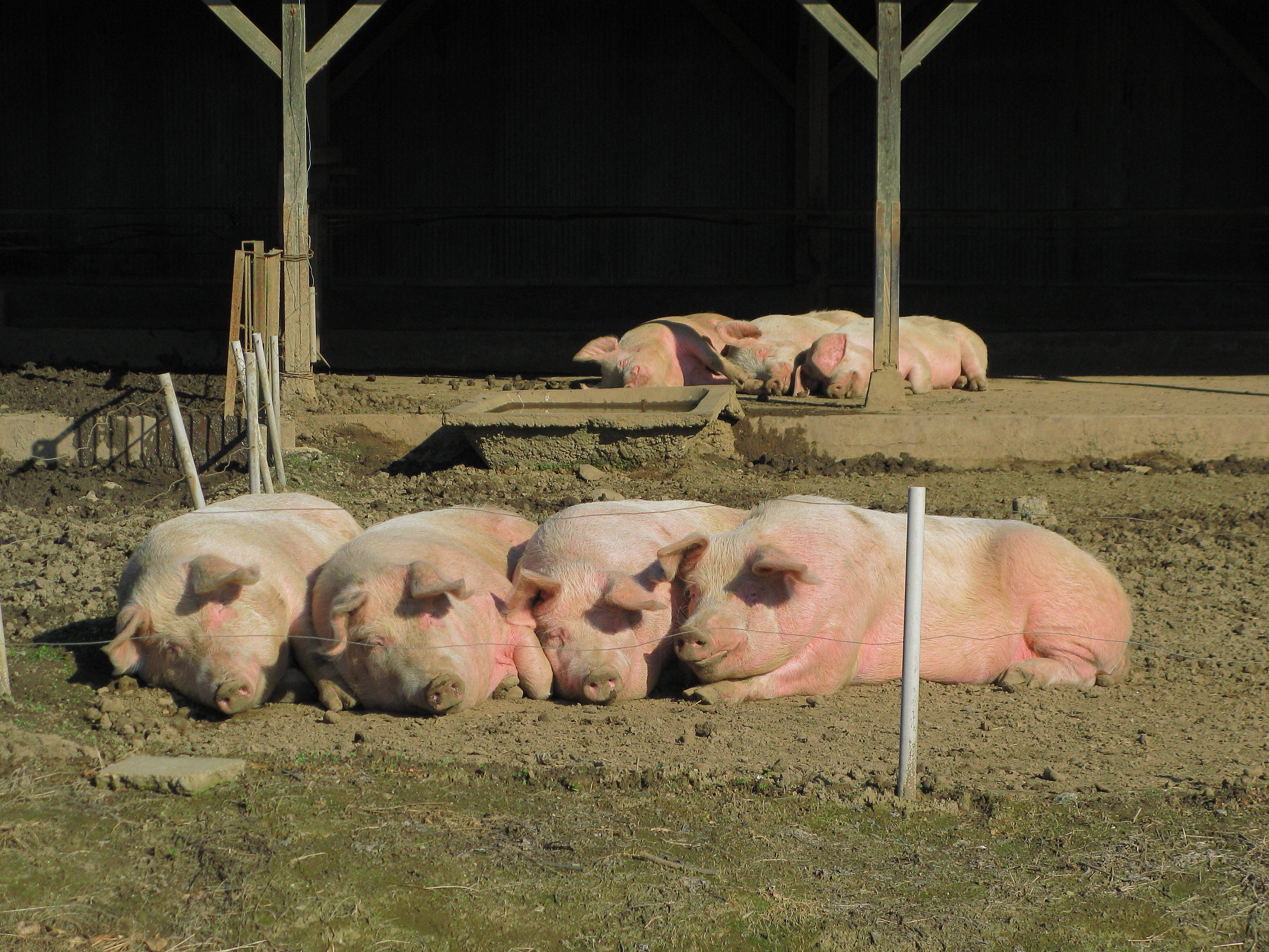
放牧飼育されている豚

ブタ（豚、学名: Sus domesticus / Sus scrofa domesticus、英語: domestic pig）は、哺乳綱鯨偶蹄目イノシシ科の動物で、イノシシ（猪、Sus scrofa）を家畜化したものである。主に食用（豚肉）とされる。
家畜としてブタを飼育することを養豚といい、仕事としての養豚を養豚業、また養豚業に従事する人々のことを養豚業者という。ウシ、ウマ、ヒツジ、ヤギといった家畜は原種が絶滅、またはかなり減少してしまっているが、ブタは祖先種であるイノシシが絶滅せず生息数も多いまま現存しているという点が特徴的である。免疫力が強く、抵抗性だけでなく環境への適応性にも富んでいるため飼育は容易である。
祖先種であるイノシシには広範囲の食性、多産、学習能力がとても高く凶暴さがない、人馴れしやすいといった家畜化に適した性質があるが、これらの特性は豚にも色濃く残っている。

## 生物学的特徴
味覚と嗅覚は高度に発達しており、ブタの味蕾は人間の約3 - 4倍である。また、嗅覚を感知するための非常に洗練されたシステムを持ち、人間を含む他の種よりも多様な匂いを区別できる。ブタの嗅覚は人の2000倍とされ、嗅覚でも個体識別をしている。イヌやネコと同じように、ブタは精油を嗅がされると、近くのものに擦り付け、再度臭いを嗅ぎ、転げまわる。ブタは機能的な嗅覚受容体遺伝子の数がイヌよりも多い。1987年旧西ドイツでは麻薬捜査豚が活躍したこともある。
聴覚は人と比べてそん色なく、高周波域においては人より優れる。
ブタの視力は0.017-0.07とかなり低いが、小さな違いを識別するのではなく視野を広く持って周りを警戒することに重点を置いていると考えられており、飼育者を識別したり子ブタが母ブタの乳頭の場所を探したりすることにも視力を活用する。ウシと同じで、ブタも左目が右の脳とつながっており、右脳でリスクを推定する。人を見る時もまず左眼で見る。したがって左側からブタに近づくことで、ブタは危険を察知しやすくなり、パニックや恐怖を受けにくくなる。
睡眠時間は約8時間と人と近い。
ブタは雑食であり、入手可能なものに合わせて食餌を調整する。他の家畜と違って硬い鼻先と強大な背筋を備えており、野生のイノシシと同様、土中の虫や植物の根・球根を掘り返して食べる。200日齢（体重100キログラム）のブタのルーティング（鼻で地面を掘る行為）は73.3キログラムを持ち上げられるほどもある。嗅覚が鋭敏なだけでなく鼻には触毛が生えており、触覚的にも鋭敏である。ルーティングはやみくもに掘っているのではなく、ここぞというところを掘る。ルーティングだけでなく、地面の上や低木の植物を探索することもある。ブタにとって採餌のための探索は、本能的に強く動機づけられており、放牧環境下では1日に6-7時間ルーティングを行う。なお飼育下では、展示場がコンクリートで覆われ、ルーティングが出来ないケースがあり、その場合は2 - 3キログラムの石を数個設置し、転がして遊ばせることでストレスを与えない工夫がなされている。畜産利用下では飼料は完全配合飼料化されており摂食時間は短時間で済むが、摂食動機は満腹になれば収束するのではなく摂食行動の持続時間に強く影響される。市販の飼料を満腹に与えたとしても家畜ブタは囲いの中で6 - 8時間かけて餌を探すことが指摘されている。腹が満たされても十分な摂食時間がないことで、尾かじりや腹下もぐりといった葛藤行動、偽咀嚼や小石しゃぶりなどの異常行動が発現する。
オスの牙は強い背筋を生かせるよう上向きに生えており、人間のような丈の高い動物を敵と認識すると、突進して鼻先を股ぐらに突っ込み、頭部を持ち上げながら強くひねる。野生時代の名残ともいえるこの行動を「しゃくり」といい、まともにしゃくり上げられると大人でも数メートル飛ばされたり、牙で深く傷つけられたりする。太ももの内側を走る大腿動脈が傷つけられると、失血死するほどの大量出血を招くこともあり、日本で小規模養豚が多かった時代には、年に数人は、しゃくり上げによる死者が出ていた。
ヘビ毒の影響を受けないようにニコチン性アセチルコリン受容体を突然変異させた、知られうる4種の哺乳類の内の一つである。

ガツガツと食事を取る人物を指して「ブタのように食べる」と形容することがあるが、野生ブタの体脂肪率は13％（パーセント）ほど、食用ブタでも14 - 18％にすぎない。また、清潔を好む生物であり、自然下では排泄をする場所と餌場や寝床は必ず分ける。また排泄場所は、大便と小便の場所を分けるほど徹底している。一般に散らかっていて汚い部屋を「豚小屋」と呼んだり不潔な動物の代表のように誤解されているのは、養豚場の管理の不適切さによるものである。

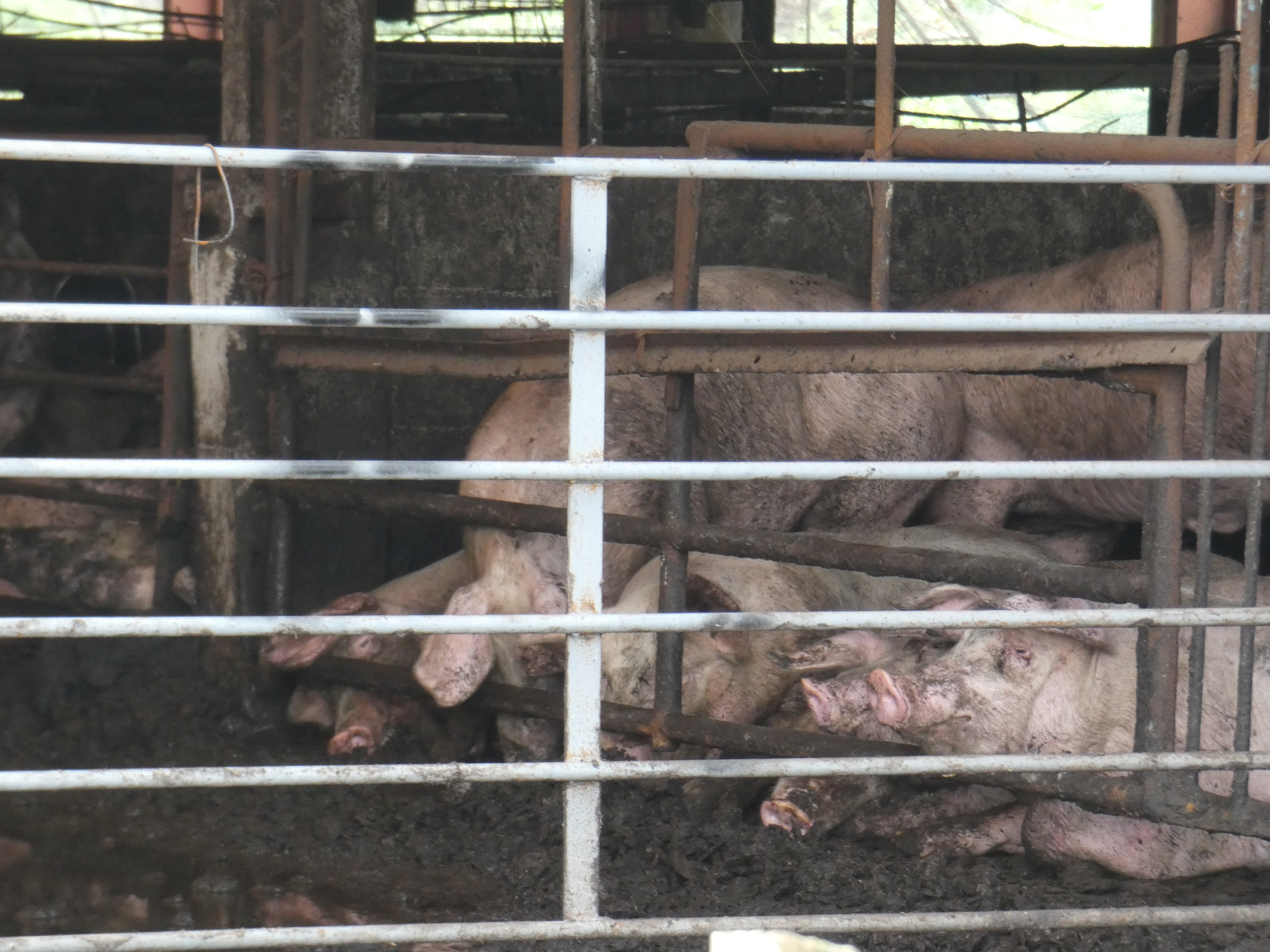
舎飼いされているブタ　日本

社交性があり、広大な土地で群飼される放牧豚は、祖母・母・子などの母系集団で20 - 30ヘクタールもの範囲で行動し、雄ブタは生後1年ほどで群れから離れ小さな雄グループを作って行動したり単独行動したりする。なわばりを主張して他個体を外へ追い払うような動物ではないが、高密度で飼育される場合は、無駄な争いを避けるために闘争を起こし優劣関係を決定する。豚房が狭く逃げ場がないと大きなストレスになるが、個別飼育にすることも社会性のあるブタにはストレスとなる。
養豚業では、ブタを移動させる時、鞭で叩いたり、耳や尾を持って強く引っ張るという行為が日常的に見受けられるが、視力が弱く臆病であること、見た目に反して骨が弱く骨折しやすいこと、汗腺が少なく乱暴な扱いをすると高体温症になりやすいことなどから、畜産業においては慎重に、優しく扱うことが求められる。

### 認知能力・感受性
知能が高く、IQ テストで犬やチンパンジーを上回るとされる。類人猿、イルカ、ゾウ、カササギ、ヨウムに加えてブタも鏡の存在を認知できる「鏡映認知」が確認された数少ない動物である。ブタは鏡の性質を5時間で理解して記憶し、鏡に映った餌の場所を理解できる。「お手」も「お座り」も簡単に覚え、テレビゲームもする。落ちている他のブタのトランスポンダーをくわえて給餌機に持っていき、他のブタ用の濃厚飼料を食べることもある。この高い学習能力を活かし、一部の動物園では、飼育する個体をトレーニングした上で、天日干しした麻袋などの床材を自ら寝床に運ぶよう学習させた例もある。
非常に個性豊かで、認知や情動、行動が非常に複雑。遊び好きな動物であり、追いかけっこのような社交遊びから、ボール運びなどの物遊びまで複雑な遊びに従事することが示されている。好奇心が強く、新規なおもちゃがある部屋と使い慣れたおもちゃがある部屋では、子ブタの80％が新規おもちゃの部屋に最初に入り、92％が新規おもちゃに最初に触れた。遊びは子ブタの時だけでなく成熟してからも続き、目新しいものを鼻で押して跳ね上げたりくわえたりの探査的な行動がみられる。また、ビデオゲームを操作して餌の報酬を得ることができるが、報酬がない場合でも訓練者からの声や接触刺激でも、ビデオゲームに正答する。仲間へ共感し、囚われたブタがいると解放するためにドアを開けるが、囚われた仲間が悲鳴を上げた場合、解放する確率は高くなる。農場内では保定されて泣き叫んでいる仲間のブタを助けようと集まることもある。快適な状態で過ごすブタが収容された豚房の、隣の豚房のブタは、快適な豚房の匂いを嗅いで遊戯行動をとるが、不快な状態で過ごすブタの豚房の匂いを嗅ぐと、排糞（不安行動の一種）が増えるなど、ブタの情動は伝染する。
友好的で社交的であると同時に繊細な生き物でもあり、養豚業において体重を計る作業時には、ストレスでブタの体重が1キログラムも減ってしまうことがある。記憶力もよいことから粗暴な扱いを受けることで学習し、人に対して恐怖心を抱くようになる。放牧養豚では自由に行動できることで心理状態がポジティブになり、人と接触機会がなかったとしても人に対して友好になり良好な関係を築く。
嗅覚と聴覚を使って、同種を識別し、自分の子と他の子を区別する。他のブタの感情に敏感に反応し、共感する。また、人間の笑顔と中立的な表情の違いを見分けることができ、なじみのある人間となじみのない人間を区別することができる。
ヒトと多くの認知能力を共有し、同じように様々な感情を経験し、ポジティブな状況とネガティブな状況によって発声に明らかな違いを示す。ブタには音楽の好みがあり、2022年に発表された研究によると、複数の種類の音楽に対して異なる方法で反応し、さまざまな感情に精通する。ペットとして飼われていたブタが、心臓発作を起こした飼い主のために、道路に出て横たわって助けを求めた事例がある。

### ヒトとの近似性
ブタは類人猿以上に体重や皮膚の状態、内臓の大きさなどが人間に近い動物である。そのため現在では異種間移植の臓器提供用動物として研究が行われている。大学の医療系学部・学科では解剖学の実習において生体解剖に利用されている。ブタはヒトのパンデミックの5分の1に関与しており、これまでの新型インフルエンザのパンデミック（ヒト間感染症の世界的流行）の中間宿主とも考えられている。ブタ由来の人獣共通感染症には豚インフルエンザウィルス、E型肝炎ウイルス、ニパウイルス、旋毛虫属、豚丹毒菌などがある。人と同じく表皮の細胞層が5 - 6層であるため、乾燥すると皮膚炎を発症する。自然下では泥浴びで対策するが、動物園のような飼育下では泥や砂を食べることがあるため、ワセリンやダームワンのような犬猫用の保湿剤を塗る他、飼育員の触診による健康診断を行う施設もある。

### 体温調整
汗線が極めて少なく、暑さに弱いため、飼育の際には水をかけたり、泥浴びが行われる。また寒さにも弱く、適温が15 - 25℃であるため、飼育環境が14℃を下回った際は、寝室にヒーターを設置する等の対策が求められる。

### 鳴き声
ブタの鳴き声は、日本語では「ブー」「ブヒッ」などと表現されるが、英語では「oink（オインク）」と表記され、中国語での漢字では「嗷（アオ áo）」などが使われる。鳴き声は約20種類を使い分け、喜びや催促の際は高い「ブヒッ」や短めの「ブッブッ」、機嫌が悪い時は低い「ブッブッ」、怒りや威嚇は「ゴォォォ」「ゴォッ」と鳴くとされる。また人間と同じく寝ている際に、いびきをかくこともある。

## 人間による利用

豚の食用部位。1.豚の頭、2.豚ほほ肉、2－3.豚首肉（トントロ、ピートロ）、3.ラード（豚脂、Fatback）、4.豚肩ロース、7.豚ロース肉、8.豚ヒレ肉、9.豚バラ肉、12.豚もも肉、13.豚すね肉、14.豚足、15.豚テール

豚肉や脂肪を食用とする他、皮革などを利用するために多くの国で飼育されている。
ブタを数える際の単位（数量詞）は、頭または匹と、かなりあいまいである。同じ新聞で、ブタに関することで発行された記事においても、頭と表現した例と、匹と表現した例がある。
食材

豚肉は食材として広く食べられている。血液も沖縄のチーイリチー、欧州のブラッドソーセージなど多くの料理に使用される。その他、骨や骨髄がスープの材料にされる。沖縄県では「鳴き声以外は全部食べる」と言われるなど、豚の利用箇所は多い。

豚乳が利用されることは少なく、商業生産はほとんどない。搾乳時期の雌豚は人が近くにいると怒り、搾乳自体も嫌がり、取れても少量であるためである。

一方で、ユダヤ教やイスラム教圏においては豚肉食は禁忌とされ、豚由来成分を含むものも忌避される。
- 豚テール（ポークテール、豚尻尾）
- 豚耳
  - ミミガー（沖縄で食用とされる豚の耳介。沖縄以外にも、世界各国で食用とされている。豚耳の記事も参照されたい。）

- 豚の皮 - ポーク・スクラッチング、テジコプテギ
- 豚の頭‐ フロマージュ・ド・テート、Sabodet
  - チラガー（沖縄で食用とされる豚の頭の皮、ドイツなどでも食用となる。）

皮革
豚革はピッグスキンとして衣類や靴に利用されている。ブタの皮革の特徴は体毛が3本ずつまとまって真皮にまで貫通している構造となっていることで、通気性に優れ、表面に独特の凹凸がみられる。薄くて耐久性があるが部位による組織密度の差が大きい（背部は特に高密度といわれている）。

毛
豚の毛は筆に利用される。書道の筆としても西洋画の絵筆としても硬い毛（硬毛）と位置付けられる。特に白豚毛は、油彩用として最重要の原毛とされる。また腰の強い毛を利用してブラシや歯ブラシにも利用される。
肥料
豚の排泄物を豚糞（豚ぷん）と呼び、豚ぷん堆肥に使用される。日本においては、仏教の影響で肉食禁止であったことから江戸時代ごろまで畜産の歴史はなかったが、江戸時代の医者橘南谿の残した紀行文『東西遊記』のなかで薩摩藩（鹿児島県）で肥料のために飼育していることが書かれている。

嗅覚の利用
高級食材で知られるトリュフを掘り起こすのに、かつてはメスブタが使われていた。トリュフにはオスブタの持つフェロモンと同じ成分が含まれており、トリュフの匂いを嗅ぎつけ興奮したメスブタが掘り返すのである。訓練いらずで使役できる利点があるが、雑食性のブタはトリュフを食べてしまうことも多いため、食べないイヌを訓練して用いるようになってきた。
アメリカなどで犬より長い20年を生き、犬より飼うのに費用がかからず優れた嗅覚と知能をもつことから警察犬や麻薬探知犬の代わりに使われることがある。

実験動物
人間と生物学的、生理学的、解剖学的に類似している部分が多く、重要なモデル生物として、1960年代以降動物実験利用が目立っている。臓器移植は同種以上に難しい異種移植で拒絶反応があるが、遺伝子操作により拒絶反応を押さえたブタが開発されている。

軍事利用
古代ヨーロッパで動物兵器として使用されていた。

自然保護活動など

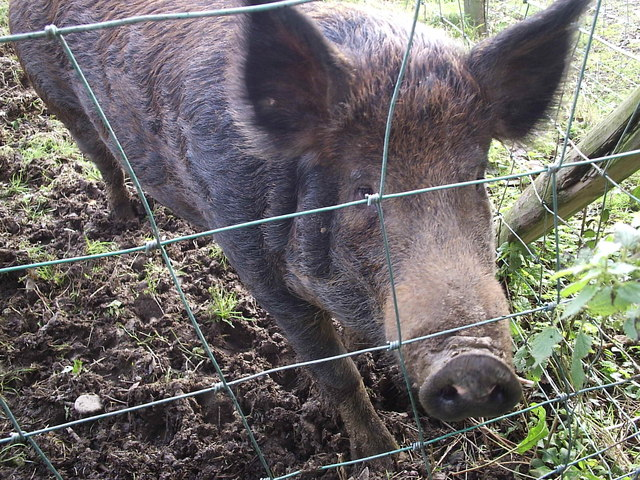
アイアンエイジピッグ。

- 根を掘り返して食べ、採食、踏み倒しにて除草になるとともに耕す効果を期待する例がある。ブタも生態系エンジニアとして機能し得るため、いくつかの再野生化プロジェクトでは、イノシシの代用としてブタやイノブタを自然導入している。
- 「アイアンエイジピッグ」と呼ばれる鉄器時代の品種を再現するために、タムワース種というブタの品種とイノブタの交雑（人為選択）が行われたことがある。こちらも、家畜としてだけでなく再野生化に利用されることもある。

その他の利用
- アメリカの砂漠地帯では蛇除けのためにブタを飼っている家もある。
- オセアニアではブタの牙を切らずに飼っている例が多い。牙が伸び、湾曲して円形になったものは、アクセサリーや貨幣として用いられることもある。
- ブタが動物の排泄物を食べることから、人間用トイレの下にブタを飼う豚便所も使用された。また、生ごみなどを食べるため、中世フランスでは町中に放ってゴミ掃除をさせた。
- 秋に伸びて夏に抜ける豚の毛は、靴を手入れするブラシなどに使用される。

## 飼育数
| 国名           | 2020年 | 2015年 | 2010年 | 2005年 |
| -------------- | ------ | ------ | ------ | ------ |
| 中国           | 406.5  | 471.6  | 467.7  | 421.2  |
| アメリカ合衆国 | 77.3   | 68.9   | 64.9   | 61.0   |
| ブラジル       | 41.1   | 39.8   | 39.0   | 34.1   |
| ドイツ         | 26.1   | 27.7   | 26.5   | 26.9   |
| ベトナム       | 22.0   | 27.8   | 27.4   | 27.4   |
| スペイン       | 32.8   | 28.4   | 25.7   | 24.9   |
| ロシア         | 25.2   | 19.5   | 17.2   | 13.7   |
| メキシコ       | 18.8   | 16.4   | 15.4   | 15.2   |
| フランス       | 13.7   | 13.2   | 14.3   | 14.9   |
| カナダ         | 14.0   | 13.2   | 12.5   | 14.8   |
| オランダ       | 11.5   | 12.6   | 12.3   | 11.2   |
| デンマーク     | 13.4   | 12.5   | 13.2   | 13.5   |
| フィリピン     | 12.8   | 12.0   | 13.4   | 12.1   |
| ポーランド     | 11.7   | 11.6   | 15.2   | 18.1   |
| ミャンマー     | 19.2   | 15.1   | 9.4    | 5.7    |
| 韓国           | 11.1   | 10.2   | 9.9    | 9.0    |
| 日本           | 9.1    | 9.4    | 9.8    | 9.6    |
| インド         | 8.9    | 9.9    | 10.6   | 12.3   |
| イタリア       | 8.5    | 8.7    | 9.2    | 9.0    |
| インドネシア   | 9.1    | 7.8    | 7.5    | 6.8    |
| 世界計         | 952.6  | 992.1  | 971.1  | 904.4  |

## 食用豚のライフサイクル
種付け用の種雄豚は生後8 - 9か月、体重130kg（キログラム）を目安に交配が可能となり、5 - 8年間繁殖に用いられる。交配は自然交配か、雄豚から採取した精液による人工授精がある。繁殖用の雌豚は生後8か月齢、体重120 - 130kgから交配が開始される。妊娠期間は114日前後で授乳は21 - 35日、年に2.3 - 2.5回の分娩が可能。問題がなければ一生の内に10回以上の分娩が可能である。肉豚（肥育豚）は出生後5 - 6か月、100 - 110kgで食用とされる。

### 種雄豚
繁殖用の種雄豚は、8年前後、種付けに用いられた後に廃用となり屠殺される。雄臭が強いため、主に皮革や肥料などとして利用される。

### 母豚

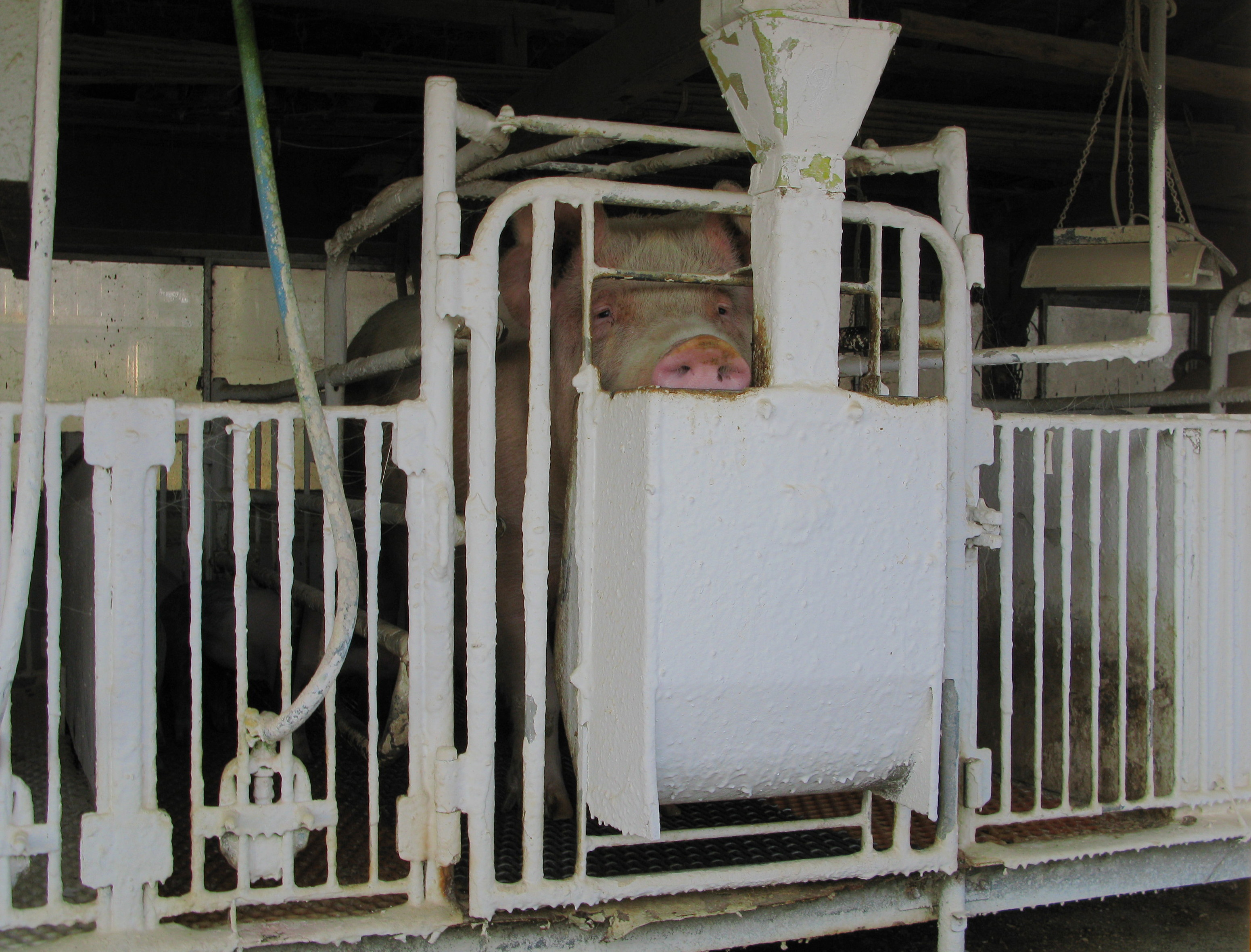
分娩ストールで飼育される母豚

繁殖候補として選ばれた子取り用雌豚（繁殖用雌豚）は管理しやすいように妊娠ストールと呼ばれる檻（ストール）の中で飼育される（日本の農場では91.6％で妊娠ストールが使われている）。ストールの面積は1頭当たり1平方メートル前後である。妊娠ストールは国によっては使用が規制されている。
個体識別繁殖の管理のため、母豚は耳刻や入墨、耳標が入れられる。母豚は、生後8か月で初めて交配される。豚は自然交配の方が受胎率が高いことから、人工授精率が牛に比べて低い。牛の人工授精率99％に対し、豚は40％程度である。祖先種のイノシシは2年目にならないと繁殖しないが、豚は8か月齢で人工交配される。

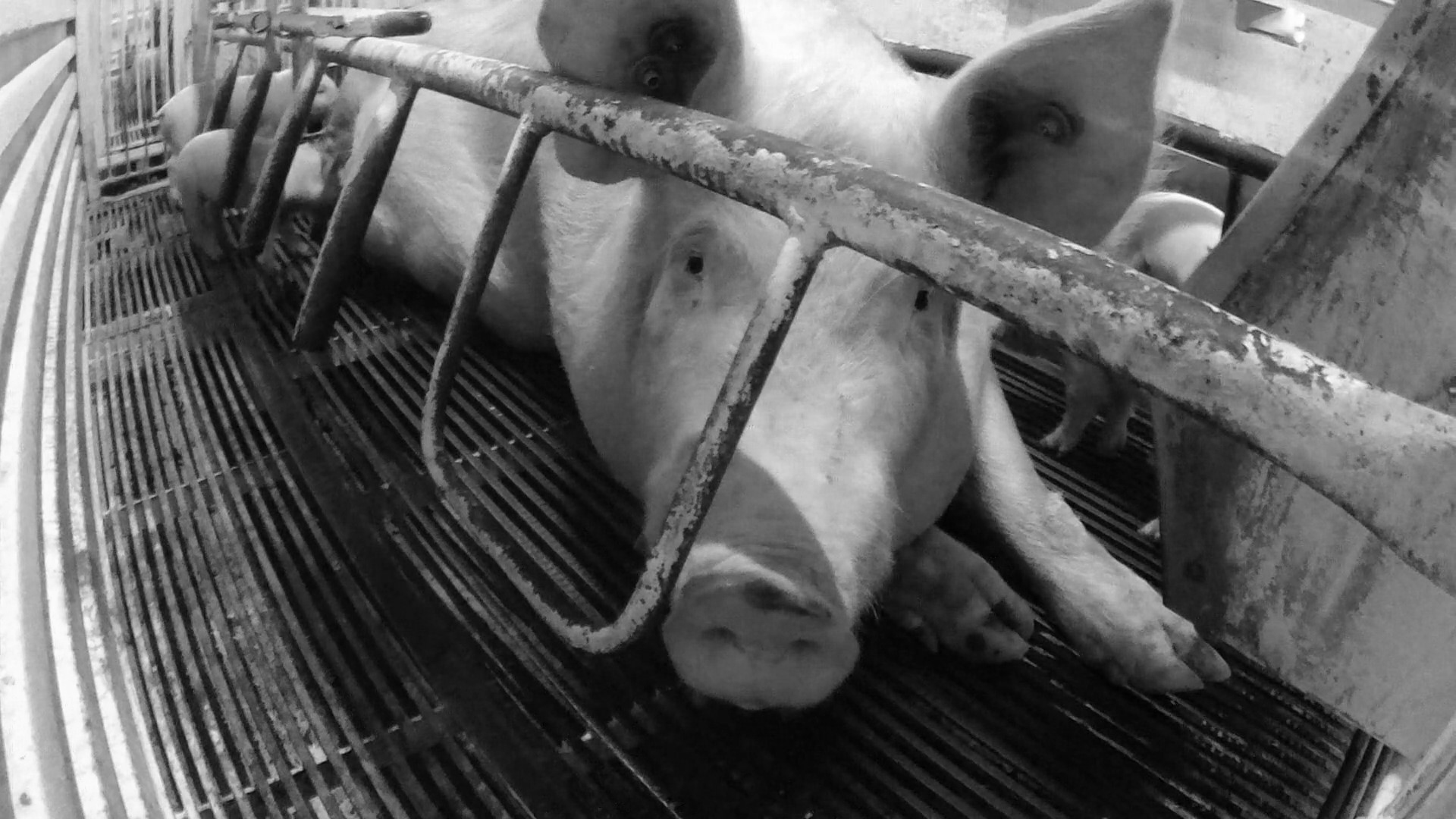
分娩ストールの内部 母豚は鉄柵の中に拘束され、哺乳子豚は鉄柵の隙間から母豚の乳を吸う

妊娠した母豚は、約114日の妊娠期間を経て、1回につき十数頭の子豚を産む。祖先種のイノシシはの一年間の出産数は5頭弱であるが、多産母豚系統の育種により、産子数は大幅に増加しており、豚は1年2-2.5産で20-30頭を出産する。この産子数の増加は、養豚業界にとって経済的なメリットがある一方、動物福祉の懸念が指摘される。すなわち一腹あたりの子豚数の増加、分娩の長期化がもたらす母豚の苦痛とストレス、産まれた子豚をケアするという母性行動への悪影響、死産子豚の増加、子豚の低体重と活力の低下である。乳頭はイノシシで5-6対。豚は7対であり、産子数の増加に対して十分ではない。子豚の低体重は世界中で一般的になりつつあり、出生時の体重が 1 kg 未満の子豚は 15% であると推定されている。
母豚は、妊娠期間中は妊娠ストールに、そして出産の少し前から子豚を離乳させる生後21日前後までの間は分娩ストールに収容される。
分娩ストールは、母豚の行動を制限し、妊娠ストール同様転回はできない。分娩ストールは、子豚の圧死を防ぐ目的から分娩柵が両側に取り付けられた檻のことで、子豚はこの分娩柵の間から母豚の乳を飲む。分娩ストールでは母豚と子豚がコミュニケーションを取れる機会はほとんどなく、母豚と子豚の相互作用が損なわれることで、異常行動の発生につながる。自然下では分娩が近づくと、物陰など分娩するのに適切な場所を探して鼻で土を堀り、藁や草などの材料を運び込んで巣作りを行う。養豚場ではそれができず、分娩前日になると、藁などの巣作り材料がないにもかかわらず、母豚は口や鼻を使って巣作りの真似事をする。これは真空行動という葛藤行動の一つであり、巣作りが母豚の内的に強く動機づけられていることを意味する。
分娩ストールも妊娠ストール同様に動物福祉を阻害するため、スウェーデン、スイス、ノルウェーは、分娩ストールを禁止している。また、オーストリアとドイツでは、分娩後 5 日間程度以降の分娩ストールを段階的に廃止する。日本では禁止されておらず、分娩ストールの使用が一般的である。子豚の圧死を防ぐという目的で使用される分娩ストールであるが、研究では、適切な環境を用意すれば分娩ストールを使わなくても圧死を防ぐことが可能だとされる。圧死の要因として、育種による大型化もある。母豚は大型化した自分の体をうまくコントロールできないことがあり、体を横たえる時はある程度まで体が傾くとドスンとそのまま倒れる。そのため子豚が圧死するリスクとなるとも言われる。
母豚での跛行率は高く、最大48％にのぼり、蔓延率は8 - 16％の間とされている。15％の母豚が跛行が原因で淘汰されており、アメリカでは跛行は母豚淘汰の3番目に多い理由としてランク付けされている。原因としてはストールという拘束飼育による運動不足もあるが、問題は育種とされる。イノシシは体重が90kgに達するのに1年以上要するが、育種の結果、豚は半年で100kgを超える。この増体を目的とした育種による骨形成不全（肢や関節の変形）が主因と考えられている。跛行は生産性へも負の要素となる。跛行の他、母豚の死の一般的な原因は、突然死、内臓脱出（子宮脱、膣脱、直腸脱）。米国における母豚の死亡率16.2％（2024年）のうち内臓脱出によるものが1/4を占めた。母豚の内臓脱出は多く、一部の農場では雌豚の死亡の25～50％を占めるとも言われる。妊娠ストール飼育は内臓脱出の要因とも言われる。
分娩後、母豚は自分の子豚を体臭などにより明確に識別して世話をする。子豚への21日前後の哺乳期間を経た後、交配用の豚舎に移動させられ、次の交配が行われる。横断的な研究によると、5産次までに淘汰される母豚は50％。一般的に2年間で4 - 6産し、繁殖用として役目を終えた雌豚（平均3歳）は、「飼い直し」をしても肉質の向上が見られないため、廃用となり屠殺される。その肉はソーセージなどの加工品に利用されることが多い。

### 新生子豚－肥育豚
産まれたばかりの子豚（新生子豚）は皮下脂肪が他の動物種に比べて薄く被毛も少ないので寒さに弱いため、保温が必要になる。子豚は出生後12時間以内に母豚を嗅ぎ分けることができる。自然環境では、子豚の離乳は生後17週目ころに完了するが、現代の集約養豚では、子豚は生後21日齢ごろに人為的に母豚から離乳される。欧州連合（EU）のように、動物福祉への配慮から、離乳時期を28日齢以降と制限している地域もある。早期離乳は子豚への大きなストレスとなり、下痢が増加する要因にもなるため、離乳時期については再検討することが求められている。近年、子豚の死亡率は、平均で15%から20%まで変動している。
離乳後、肥育豚として主に配合飼料を給餌し、豚舎内で群飼肥育される。成熟した豚は皮下脂肪が厚くなる。また豚の汗腺は未発達のため肥育豚は暑さに弱い。高温下では、摂食量を減らしたり、呼吸数を増やしたり冷たいコンクリート床に体を横たえたりして放熱量を増加させる。泥場でぬた打ちして体を冷やすという祖先種イノシシの習性を豚も持つが、飼育下では泥場がないため、糞尿を代わりにぬた打ちする。
豚の寿命は10年から15年ほどだが、食用豚は6 - 7か月で105 - 110kg程度に仕上げられ、屠殺される。屠殺される豚の大半に胃潰瘍が認められるが、ストレスが大きな要因となっている。

#### 子豚への外科的処置
- 歯切り
  - 新生子豚には8本の犬歯と切歯が生えており[102]、母豚の乳頭の取り合いをする際に、他の子豚や母豚の乳房を傷つける可能性がある。また、乳頭を噛まれた母豚が授乳を拒否したり、急に立ち上がって子豚のけがや圧死の原因となったりする可能性がある。歯切りは、このような事故等を防止するための手段の一つと考えられている[103]。ただし、研究は、歯切りの有無は、母豚乳房や同腹子豚への損傷、子豚の増体に影響しないため、歯切りの必要性は認められないと結論付ける[104]。また。屋外放牧を行ったり、密飼いを避けるなどの、ストレスのない環境下では、歯の切断をしなくても損傷が起こらなかったり、かみつく行動が減ったりする[105]。
  - 歯切は、子豚に、神経感染症や出血、骨折等の痛みを引き起こすことが知られる[106]。そのため、欧州連合（EU）では歯の切断を日常的に行うことを禁止しており、デンマーク、ノルウェーでは歯の切断を禁止[107]、オランダは禁止予定となっている[108]。
  - 日本国内での法規制はなく[109]、2018年の調査では63.6％、2023-2024年の調査では約5割が歯切りを実施していると推定される[63][110][111]。また歯切りの8割ではほぼ根元から切断されている[112]。歯切りは通常生後7日以内に無麻酔で行われる。また、歯切の道具として日本の農家の9割以上がニッパーを使用している[112][63]。
- 断尾
  - 狭いところに多頭収容したり、敷料がない単調な環境が原因で、尾かじりが発生する。豚にとって行動欲求が高い探査行動が発現できないことが、豚が他のブタの尾をかじるという転嫁行動を引き起こす[113]。尾かじりは豚舎内で広がりやすく、受けた豚の増体量低下や死亡リスクとなる。[103]これを防止するために、生後7日以内に無麻酔で尾の切断が行われる。尾には血管および神経が通っており、切断による痛みが生じる。外傷性神経種が生じることもあり、これは恒常的な痛みをもたらす[114]。餌を得るための探査行動は動物にとって強い欲求を持つ行動の一つである。特にブタは嗅覚が優れており、強靭な鼻を利用して土を掘り起こすルーティングやものを噛むチューイングといった行動に対して強い発現欲求を持っている。その行動を制限されることでブタは強い欲求不満状態に陥る。十分に発現できない行動に対してブタは、施設をかじることや他個体の尾や耳をかじること、もしくは攻撃行動といった行動に転嫁して発現するのである。—月刊「畜産技術」2014年12月号27ページ-
  - 日本国内での法規制はなく[109]、8割強の農家で断尾が実施されていると推定される[63][110][111]。欧州連合（EU）では尾の切断を日常的に行うことを禁止[115]。デンマーク、スウェーデン、ノルウェー、フィンランド、リトアニアでは麻酔なしでの尾の切断を禁止あるいは規制しており[116]、カナダでは2016年7月1日から、年齢にかかわらず痛みを制御する鎮痛剤を用いて行われなければならないとされている[117]。フランスでは、豚の尾の日常的な切断により罰金に処せられたケースがある[118]。またフランスでは断尾を行わない農家にボーナス金を支払う協同組合もある[119]。
  - 断尾をしても尾かじりは発生する。また断尾した場合、尾の代わりに耳を噛むようになることも知られている[120]。根本的な対策としては、豚が生来もっている探査行動を発現できる飼育環境の提供が必要となる。ワラを床においただけでも尾かじりによる損傷を軽減できる[121]が、ワラだけでは探査行動は満たされない。様々なおもちゃを提供することで齧りは少なくなり、増体重は有意に重くなる[26]。
- 雄豚の去勢
  - 去勢は食肉とされた時の雄独特の雄臭を防ぐ、密飼での闘争を減少させる、雌雄混合飼育（交尾しない）を可能にするという目的で行われる[122]。国内では90.6％で去勢が実施されていると推定される[110]。
  - 去勢は通常生後1週間以内に実施され、鋭利なカミソリでふぐり（陰嚢）を切開し睾丸を取り出し、引き抜き、切り取る、という方法で行われる[123]。処置中だけでなく処置後も痛みが継続する。去勢後は摂食や歩行などの活動量が減少する[124]。音の分析では、麻酔なしで去勢した場合、通常の悲鳴よりもはるかに強い[125]。1985年に去勢したブタと、去勢していないブタの鳴き声の比較研究が行われた。（子豚に）単に手を触れている間に起こる悲鳴の周波数は3500ヘルツだったが、最初の切開後には4500ヘルツになり、2度目の切開後には4857ヘルツに達した。音声に発生する周波数と周波数領域に渡る音声分布の変化の大部分は、去勢後により高くなった。去勢直後の子豚は動きも少なく、ふるえたり足がぐらついたり滑ったり尾を激しく動かしたり、嘔吐する豚も見られたが、初めは皆横に寝そべったりはしないで、臀部の痛みが収まり始めてから横たわる。2～3日間これらの行動の変化のいくつかが引き続き見られることにより、痛みの持続期間を指し示した。—集約的に飼育された豚の福祉 ＜ EC 獣医学委員会報告書＞、[126][注 3] そのため無麻酔の去勢は福祉的に貧困であるといえる。臭いは、雄豚が成熟した時に発現する。そのためブタが成熟してそういったものが発現する前に屠殺するのであれば必要はない。また、痛みを伴わないよう、外科的去勢は、十分な長時間持続性鎮痛剤を使用するという条件ならば行われるべきである[126]。
  - 日本国内での法規制はなく[109]、ほぼ100％の雄豚に無麻酔で去勢が実施されている[127]。国内では、免疫学的去勢製剤（ワクチン接種で、精巣機能を阻害する抗体を産生させ、性成熟を遅らせることができる）が2010年に認可されているが、実用化にいたっていない[128]。
  - 一方で、外科的去勢を規制する国も出てきている。欧州連合（EU）では、2018年からは、自主的に外科的去勢を「原則」終了することとした[129]。スイスは2009年に、デンマークは2019年に、無麻酔去勢を禁止した[130]。カナダでは2016年以降麻酔なしの豚の去勢は禁止[131]、免疫学的去勢製剤の導入も行われている[132]。ドイツでは2019年1月から国内外の子豚の無麻酔去勢が禁止される[133]。2022年1月1日からフランスでも無麻酔去勢の禁止が決定した[134]。2025年、スロベニアは2026年以降の無麻酔去勢を禁止した[135]。また去勢をほとんど行っていない国もある（去勢率：イギリス2%、ポルトガル12.5%、スペイン15%、オランダ20%[136]）。オーストラリアでは性成熟を迎えて臭いが出てしまう前の屠殺や、免疫学的去勢製剤が一般的であり、動物福祉の観点から外科的去勢はほとんど行われていない[137]。ブラジルの大手豚肉生産者はすべて、鎮痛剤なしでの子豚の去勢を中止し、代わりに免疫学的去勢製剤を実施している[138]。
- 耳標
  - 子豚の耳翼に切り込みを入れ、切り込みの数や場所で個体識別する耳刻が管理手法として用いられるが、切り込みを入れる箇所も多く、子豚に多大な苦痛を与える[139]。

## 薬剤投与
抗生物質は、ストレスによる呼吸器系、腸系、生殖器系の病気の予防・治療のために飼料添加や注射などで投与される。また人工授精用精液の細菌増力防止としても使用される。去勢や断尾、強制離乳など、豚の幼少期にはストレスの高い管理が行われることが多く、子豚が最も抗生物質が使用される年齢層となっている。
養牛や養鶏と比べ、養豚は抗生物質の使用量が高い。イギリスの調査は、同国内スーパーマーケットの豚肉の10％が薬剤耐性菌に感染していると報告する。現代の集約養豚システムにおける高い飼育密度は、豚をストレスや病原体、呼吸器系疾患リスクにさらしており、その結果、2030 年までに農場での抗生物質の使用は 11.5% 増加すると推定されている。

## ブタの飼育史

### 中近東
現在発見されている豚の痕跡の中、中近東で最も古い年代に属するのはトルコで出土した前7000年の物とエジプトから出土した前4000年頃の骨である、古代オリエントや古代エジプトでも豚を食用としていた。古代エジプトではブタを飼う民は賤民とされていたことが、イスラム教においては、豚肉の肉食が食のタブーとなった原因とする説がある。実用上の理由としては、過去に生の豚肉を食べて食中毒になる人が多かったからという説がある。宗教上の理由としては、ユダヤ語聖書『レビ記』では、「四足の獣のうち、反芻しないもの」の肉を食べることが禁じられ、イスラム教の聖典『クルアーン』（コーラン）ではブタは不浄な動物とされている故。

### ヨーロッパ

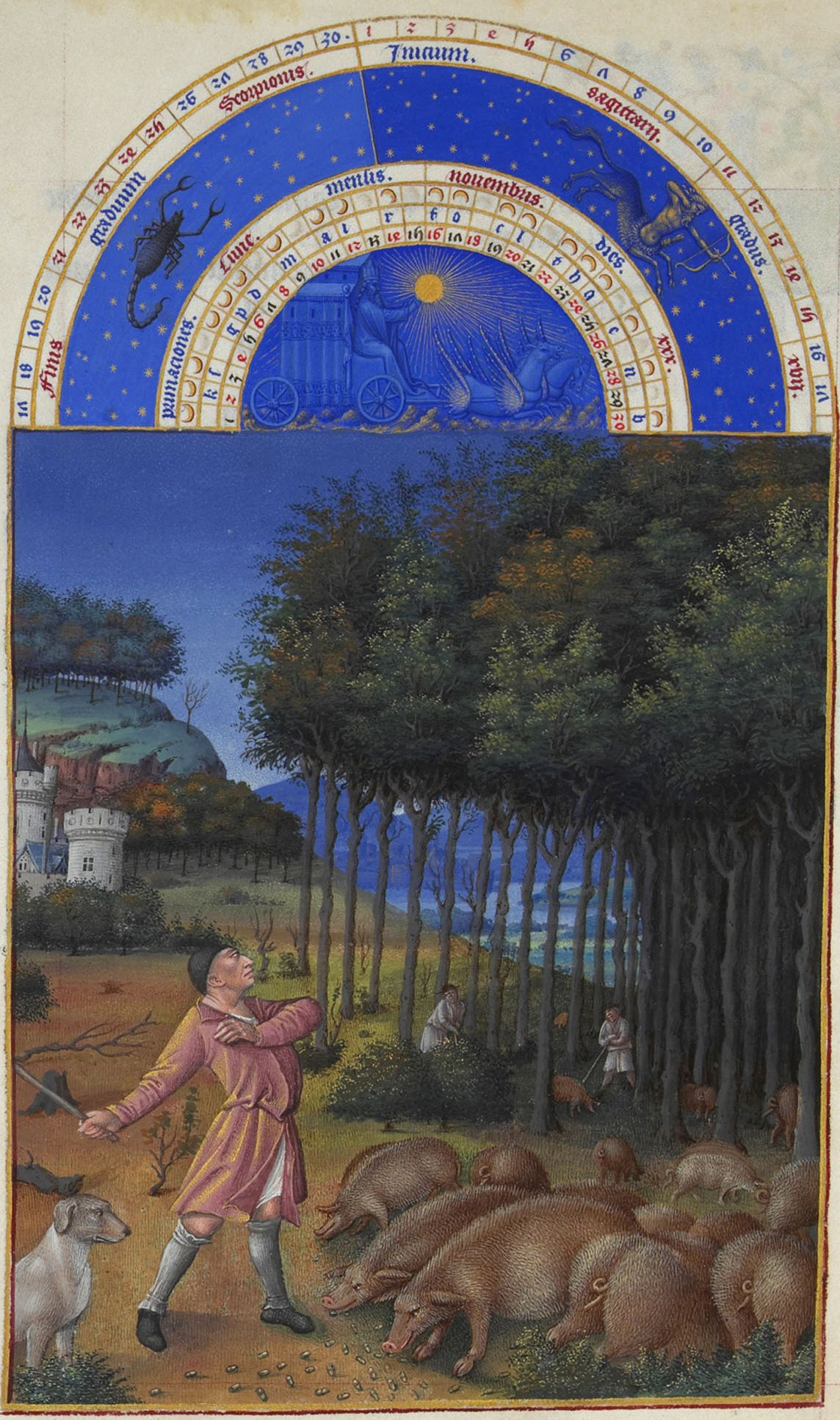
中世フランスの『ベリー公のいとも豪華なる時祷書』にある11月に豚の放牧を行っている様子。

欧州でブタの飼育が発達したのは北方森林地帯のゲルマン人やケルト人の食文化においてだった。
日照時間が短く寒冷で、土壌のやせたヨーロッパでは、穀物の生産性が低い。このため、秋になるとナラ（オーク）の森にブタを放してドングリを食べさせて太らせる豚の放牧が行われた。それを屠畜して食塩と硝石で処理して主要な保存食にしたのである。
後にアメリカ大陸からジャガイモやトウモロコシがもたらされると、土地の面積当たりの収穫量が多いそれらがブタの飼料として利用されることになる。
ドイツやスペイン、イタリアなどのハムやベーコン、ソーセージはこういった伝統を受け継ぐ。また、時代が進むと、軍用の食料として、しばしば生きたまま軍艦や潜水艦などに積載された。
フランスでは12世紀まで、町の清掃のために首に鈴をつけて放牧していたが、1131年10月13日にフィリップ王子を落馬させて死亡させてしまったことから放牧は禁止された。唯一許されたのは、皮膚病の治療に豚の油を使っていた聖アントニウスの信徒が飼っている豚である。

### アジア
豚の遺骨として最も古いものは中国南部の一万年前のものである。東アジアでは中国の新石器時代からブタは家畜化されていた。中国南部を発祥地とするオーストロネシア語族は南太平洋にまでブタを連れて行った。満州民族の先祖である挹婁人、勿吉人、靺鞨人は寒冷な満州の森林地帯に住んでいるので、ブタを盛んに飼育し、極寒時にはブタの脂肪を体に塗って寒さを防いでいた。
豚は現代中国や台湾でもよく食べられ、中華料理で重要な食材となっている。中国語で単に「肉」といえば豚肉を指すほどで、飼育量も世界最大である。これに対して、中国で牛肉は農耕用に使われた廃牛や水牛を利用する程度で、食用としては硬すぎたり筋張ったりし、それほど好まれなかった。
朝鮮半島（特に韓国）では、縁起の良い動物とされている。漢字の「豚」を朝鮮語読みした「トン（돈、2000年式ローマ字転写：don、MR式ローマ字転写：ton）」が、「お金」を意味する朝鮮語（固有語）と綴りが同じためである。ブタ型の貯金箱に人気があり、「ブタの夢を見るとお金が貯まる」と言われ、宝くじを買ったりする。なお、朝鮮語の固有語では「豚」は「テジ（돼지、dwaeji / twaeji）」といい、イノシシは「メッテジ（멧돼지、metdwaeji / mettwaeji）」という。
ベトナム料理でも祝い事や廟への供物などに子豚の丸焼きを用意したり、ティット・コー（豚の角煮、thịt kho）や、焼豚を載せたライスヌードルであるブン・ティット・ヌオン (Bún thịt nướng) が日常的に食べられたりするなど、中国文化を受けてブタは食材として重要である。中国語同様、ベトナム語でも単に「肉（thịt）」といえば豚肉（thịt heo）を指す。

### オセアニア
南太平洋諸島の文化において、ブタは唯一の大型食用家畜として重要視された。元々これらの島々にはブタは生息していなかったが、紀元前10世紀頃から始まったオーストロネシア語族の拡散にともなってブタも海を渡り、メラネシアやポリネシアの多くの島々で重要な家畜となった。一方で、オーストラリアやニュージーランド、イースター島やトゥアモトゥ諸島などのようにブタが持ち込まれなかった島々も存在する。また、ミクロネシアの一部諸島のように、いったん持ち込まれたブタが何らかの理由によって絶滅したところも存在する。ブタの飼育された島々においてブタは儀式の際などに屠られる特別な食料となり、またバヌアツなどにおいてはブタの牙が富の象徴とされた。この際、ブタの牙はできるだけ長く伸びているものほど珍重され、高い価値を持った。長く伸び円弧を描いたブタの牙は、富の象徴としてバヌアツの国旗にも描かれている。

### 日本列島

#### 縄文・弥生時代のブタ
日本列島では縄文時代、主にシカやイノシシを対象とする狩猟が行われていた。縄文時代の遺跡から出土するイノシシ骨では飼養段階の家畜利用を示す家畜化現象の骨が出土していることが指摘され、日本列島における家畜化の可能性も考えられている。一方で、イノシシ飼養はいずれも限定的なもので疑問視する見解も見られる。
弥生時代には日本列島においても本格的な稲作農耕が開始される。中国大陸では農耕はブタやウマ、ウシなど家畜が伴うものであるのに対し、日本列島における弥生期の遺跡からは長らく家畜の痕跡が見られないことから、家畜利用を欠いた「欠畜農耕」であると理解されていた。
1988年 - 1989年には大分県大分市の下郡桑苗遺跡において弥生時代の完形のイノシシ類頭蓋骨3点とブタ頭蓋骨が出土し、さらに九州や本州の遺跡においてブタやニワトリの出土事例が相次いだ。
また、縄文時代の本州においてはシカとイノシシの出土比率がほぼ1：1であるのに対し、弥生時代には「イノシシ」の比率が増加し、また成獣よりも若獣が多く出土している傾向が指摘されていた。この弥生時代の「イノシシ」に関しては、西本豊弘が下郡桑苗遺跡出土のイノシシ類骨に骨の家畜化現象が認められることから、野生のイノシシではなく家畜としての「ブタ」であるとした。その後、弥生ブタの発見事例が相次ぎ、1999年時点で10か所以上からの弥生遺跡において弥生ブタが確認されている。弥生時代の遺跡において「イノシシ」の出土比率が高く、中でも若獣が多い点は「イノシシ」の骨の中に家畜化されたブタが混在している可能性が指摘された。
弥生ブタに関しては縄文時代からイノシシが家畜化されてブタになったのではなく、中国大陸から家畜としてのブタが持ち込まれたとする説があり、1991年と1993年に西本豊弘により指摘された。これは、縄文時代に過渡的な段階のイノシシが見られず弥生時代に突如として家畜化されたブタが出現している点や、日本列島のイノシシの個体サイズが地域的に差があるが弥生ブタはこれとかけ離れたサイズである点などが理由とされる。
2000年には小澤智生が、中国産ブタとニホンイノシシは255塩基対のうち塩基座502により区別が可能であるとし、現生の中国と日本のイノシシ、ブタに関してミトコンドリアDNAの分析を行い、日本国内の弥生ブタとされる資料12点のうち11点がニホンイノシシと同タイプの塩基配列を持ち、弥生ブタはニホンイノシシそのものであるとした。
これに対して、2003年には石黒直隆らが、塩基座502によるイノシシとブタの区別自体に疑義を唱え、新たに255塩基対を含む574塩基対による系統解析を行い、10資料のうち6資料が現生イノシシと同じグループに、4資料は東アジア系家畜ブタと同じグループに含まれ、大陸から持ち込まれた家畜豚は九州・四国の西日本西部地域に限られている点を指摘した。

#### 古墳時代・古代のブタ
続く古墳時代の遺跡からもブタの骨は出土している。『日本書紀』『万葉集』『古事記』にみられる「猪飼」「猪甘」「猪養」などの言葉の「猪」はブタの意味であり、ブタが飼われていたことがわかる。
天武天皇は675年に、ウシとウマ、イヌ、ニホンザル、ニワトリの肉食の禁止を定めた。だが、これは正確に言えば、肉食の全面禁止を目的としたのではなく、稲作を促進し安定した税収を確保する観点から出された、稲作に役立つ動物の保護を目的として出された命令であり、禁止期間は稲作が行われる4 - 9月に限定されていた。しかも、当時の肉食の中心であったイノシシやシカをはじめとして、この勅令で指定されなかった動物の肉を食べることは一年を通して禁止されておらず、豚肉を食べることは禁止されてはいない。しかし、律令体制の確立の上で、米を税の中心（租）とする観点から、米の神聖さが強調されるようになった。当初は、稲作に役に立つウシやウマの肉を食べることが稲作の妨げになると考えられたが、時代が経つにつれて、ウシやウマに限らず、肉食そのものが穢れ・悪業と見なされるようになり、ブタの飼育も途絶えてしまった。イノシシが採れる山間部では猪肉がぼたん鍋と称してわずかに食べられることもあった。

#### 中世・近世のブタ
中世に琉球王国に属した沖縄県や鹿児島県の奄美地方では、古来からブタの飼育や食用が行われており、沖縄料理は「豚に始まり豚に終わる」ともいわれる。1385年に渡来したという黒豚のアグー（島豚＝シマウヮー）が有名で、現在の沖縄料理では最も重要な食材となっている。17世紀以前は牛肉も同様の座を占めていたが、羽地朝秀の改革によりウシの食用が禁止された。その後は中国からの冊封使節団を接待するため王府によりブタの大量生産が奨励されたことなども相まって、牛肉に代わる存在となっていった。しかし、昔は肉食はそれほど容易ではなく、「ハレの日」の料理として扱われていた。琉球王朝時代、豚は「ふーる」と呼ばれる所で飼育されていた。第二次世界大戦前の沖縄では、豚肉料理が食べられるのはせいぜい年に数回であり、普段はラードが豚肉の代用としてよく使われていたという。戦後、沖縄がアメリカ合衆国に統治されると、米兵が多く食べていたポーク・ランチョンミートの缶詰が広く利用されるようになり、現代の沖縄家庭料理に欠かせない素材となった。
奄美地方を支配した薩摩藩でもブタを飼って食べており、佐藤信淵著『経済要録』（1827年）には、薩摩の江戸藩邸で豚を飼って豚肉を売っていたと記録されている。西郷隆盛も豚肉が大好物であったと伝わっている。江戸幕府最後の征夷大将軍徳川慶喜は父徳川斉昭が島津斉彬から豚肉を送られていた（1845年5月2日〈6月6日〉の書簡）ためか、豚肉を好んで食べたので豚一様（豚好きの一橋様）と呼ばれた。新選組も西本願寺駐屯時に松本良順のすすめで神戸から子豚を持ち込み養豚していた。解体は木屋町の医者南部精一の弟子に頼んでいた。
薩英戦争の終結の際にイギリス側から在来の黒豚にイギリスから導入したバークシャー種を贈られ、在来のブタと交配し質を高めた。
長崎においても、鎖国中で数少ない外交窓口であったことから、駐在する中国人の食用として豚が飼育されていた。卓袱料理にも取り入れられて、一部は日本人の食用としても供給され、司馬江漢がこれを食べた記録がある。多くの日本人にとっては忌み嫌われ、中国人の豚好きを揶揄した「楊貴妃は きれいな顔で 豚を食い」という川柳がある。

#### 近現代のブタ
明治維新以後、肉食は一般化していった。まず普及したのは牛鍋（すき焼き）にみられるように牛が圧倒的であり、豚肉の需要はすぐには伸びなかった。豚の飼育は増えたものの、これは東京近郊の農家が肥料を得るためで、食用が主目的ではなかった。しかし、日本政府が富国強兵策として1900年より養豚事業を開始し、1904年の日露戦争開戦により兵士に支給される食肉が増加、それに伴う牛肉の不足からの豚肉食の奨励が行われた。また大正元年（1912年）にコレラの流行が起きると、警視庁がコレラの流行を食い止めるために魚の生食を制限し、火を通すことが前提である肉食を奨励した。この際、上述のように豚が多く飼育されていた東京や関東地方において安価であった豚肉が注目された。これによって、それまで牛肉が主であったカツレツが豚に置き換えられて豚カツが誕生するなど豚肉料理がこの時期に多く誕生し、豚肉の需要が急増して、ブタも日本各地で再び飼われるようになった。特に関東大震災後に関東地方で養豚ブームが起き、供給量が増えて安価になった。琉球の島豚は1902年にバークシャー種、ハンプシャー種が入り純粋種はなくなったが名護市や奄美大島などで復元されている。

## 品種
主な品種（breeds）に大ヨークシャー種、高座豚、富士幻豚に代表されるヨークシャー種（俗称「中ヨークシャー種」）、ランドレース種、デュロック種、黒豚に代表されるバークシャー種、ハンプシャー種などがある。近年では、これらの品種の二つか三つ（三元交配）を掛け合わせて肉豚を生産することが多い。肉質の良い品種、子豚を多く生む品種を使いハイブリッド豚も作られている。黒豚と中ヨークシャー種は肉が特に美味だとされるが、小柄で肥育に日数を要する（アメリカ系バークシャー種を除く）。純粋な中ヨークシャー種を肉用に肥育することは少ない。日本においては「黒豚」と表示して販売できるのはバークシャー純粋種のみとされている。ブタとイノシシは生物分類学上同じ種（species）である。実際相互に交配可能であり、生まれてくる仔はイノブタといわれる。

| イギリス - 大ヨークシャー種 - ヨークシャー種（中ヨークシャー種） - イギリス系バークシャー アメリカ - デュロック種 - ハンプシャー種 - アメリカ系バークシャー デンマーク - ランドレース種 スペイン - イベリコ豚 イタリア - チンタ・セネーゼ豚 フランス - ビゴール豚 - バスク豚 ハンガリー - マンガリッツァ 日本 - トウキョウX 沖縄 - アグー - アヨー | 中国 - 梅山豚 - ハルビン白猪 - 新淮猪 - 北京黒猪 - 上海白猪 - 伊犁白猪 - 贛州白猪 - 漢中白猪 - 三江白猪 - 東海猪 - 新金猪 - 北京花猪 - 泛農花猪 - 山西黒猪 - 太湖猪 - 梅山豚 - 二花臉豚 - 楓径豚 - 嘉興黒豚 - 横径豚 - 米豚 - 沙烏頭豚 他に、地方品種として、東北民猪、西北八眉猪、黄淮海黒猪、漢江黒猪、沂蒙黒猪、両広小花猪、粤東黒猪、海南猪、滇南小耳猪、藍塘猪、香猪、隆林猪、槐猪、五指山猪、寧郷猪、華中両頭烏猪、湘西黒猪、大囲子猪、大花白猪、金華猪、竜遊烏猪、閩北花猪、嵊県花猪、楽平猪、杭猪、贛中南花猪、玉江猪、武夷黒猪、清平猪、南陽黒猪、皖浙花猪、莆田猪、福州黒猪、姜曲海猪、東串猪、虹橋猪、圩猪、陽新猪、内江猪、栄昌猪、成華猪、雅南猪、湖川山地猪、烏金猪、関嶺猪、藏猪などがある。 ベトナム - ポットベリーピッグ |

ブタの品種については、養豚#品種の項を参照。

### ブランド豚
日本においては、ブランド豚（銘柄豚）を名乗るうえで特に規制はなく、法的な定義も定められていない。日本における豚肉のブランド化は1950年代後半から開始されているが、それは一部に限られた。1980年代後半に牛肉輸入の自由化と円高による輸入拡大によって輸入牛肉が豚肉と競合商品になったことで、1990年代初頭にかけて豚肉のブランド化は急増した。その後は毎年安定的に新規ブランド豚の設立がみられ、豚肉におけるブランド化は一般的なものとなった。ブランド化については、農協、個人農場、生産者グループ、株式会社、行政などさまざまな実施主体がある。ブランド名は地域名あるいは地域を連想させる事物名を冠した名称が多く、ブランド化が必ずしも高品質であることは意味しない（明確で客観的な、法的な品質評価基準が存在しない）ことから、ブランド豚は産地表示的意味合いが強いともいえる。実情として、多くのブランドでは、単なる産地名表示とは異なっており、何らかのかたちで一般豚とは異なるものであることを主張して一般豚との差別化をうたっている。差別化のポイントとしては、豚の品種や血統、豚の飼料内容や飼養環境、投薬管理などが多い。

#### 洋種系
- かごしま黒豚・鹿児島黒豚 - 明治時代に琉球から伝えられた島豚とイギリスから導入したバークシャー種を掛け合わせ改良され、本来の鹿児島黒豚が誕生。昭和に入り生産者を守る観点より多産系で発育の早い白豚との交配が進み、俗に言う黒豚三元豚が誕生した。明治に交配され本来の鹿児島黒豚は鼻がしゃくれていたが、昭和の黒豚は鼻筋がとおっている黒豚である。その後その黒豚とアメリカンバークシャー種との交配も進められた。高級志向の流れもあり、再びイギリス系バークシャー種との交配が進められ、現在の鹿児島黒豚がある。明治古来からの血統を継ぐ鼻のしゃくれている鹿児島黒豚も少ないながらも飼育されており、希少価値も高い。
- 富士幻豚（ふじげんとん）- 中ヨークシャー種の掛け合わせ二元交配豚。
- 高座豚
- TOKYO X（トーキョーエックス） - 東京都が系統造成した。生産拠点は多摩地区のほか、周辺の他県にもある。枝肉が上規格のみをTOKYO Xとして認定している。
- イベリコ豚
- 白金豚（はっきんとん）
- 茶美豚（チャーミートン）
- 平牧三元豚 - ランドレース種とデュロック種を掛け合わせ、それとバークシャー種を掛け合わせた三元交配豚。山形の特産品。当初は「平牧黒豚」という名称で販売していたが、食肉公正競争規約第4条第5号、第10条第5号及び、規約に基づく食肉公正競争規約施行規則にあわせて現在の名称に変更した。
- 桃豚 - 秋田の特産品。
- 杜仲豚（とちゅうとん） - 秋田県大仙市の特産品。
- 幻霜ポーク（げんそうぽーく） - 広島県産。ランドレース種と大ヨークシャー種とデュロック種を掛け合わせた。
- 元気豚（げんきぶた） - 千葉県多古町の特産品。チバザポーク銘柄豚の1つ。
- ローズポーク - 茨城県が全国に先駆けて系統造成し1979年に認定されたランドレース種系統豚「ローズL」を使ってできた銘柄豚。さらに大ヨークシャー種、デュロック種の系統豚を掛け合わせて生産している。
- おおいたL07 - 大分県が系統造成したランドレース種系統豚。2007年登録。
- シルクポーク - 秋田県横手市の特産品。
- ひょうご雪姫ポーク - 兵庫県の近年開発された新ブランド。一般的な三元交配豚でありながら、赤身に脂肪のサシが入るのが特徴。
- 桃色吐息 - 兵庫県姫路市[164]。
- 京丹波ぽーく - 平成7年から約10年かけて造成したデュロック種の系統で、「発育の早さ」と「ジューシーな肉質」の特長を有している。
- 八鹿豚 - 兵庫県養父市（旧八鹿町）[165][166]。
- 愛媛甘とろ豚 - 中ヨークシャー種純粋交配豚に、愛媛県産ハダカムギを与えた新ブランド。
- 和豚もちぶた - ランドレース種×ラージホワイト種にデュロック種を掛け合わせた豚。独自配合の飼料を使う。獣臭がなく、きめが細かく脂身がさっぱりしている。
- αのめぐみ（アルファのめぐみ） - 石川県の産学官が共同開発したブランド豚。一般的な豚と比べ「α-リノレン酸」の含有量が多いのが特徴。
- トトリコ豚 - 鳥取県のブランド豚。餌にドングリを用いる黒豚。
- アボカドポーク (アボ豚・アボトン) - 千葉県のブランド豚。飼育過程において一定期間、アボカドまたはアボカドオイルを豚に与えて飼育するのが特徴である。
- 玉城豚 - 三重県のブランド豚[167]。

#### 沖縄種系

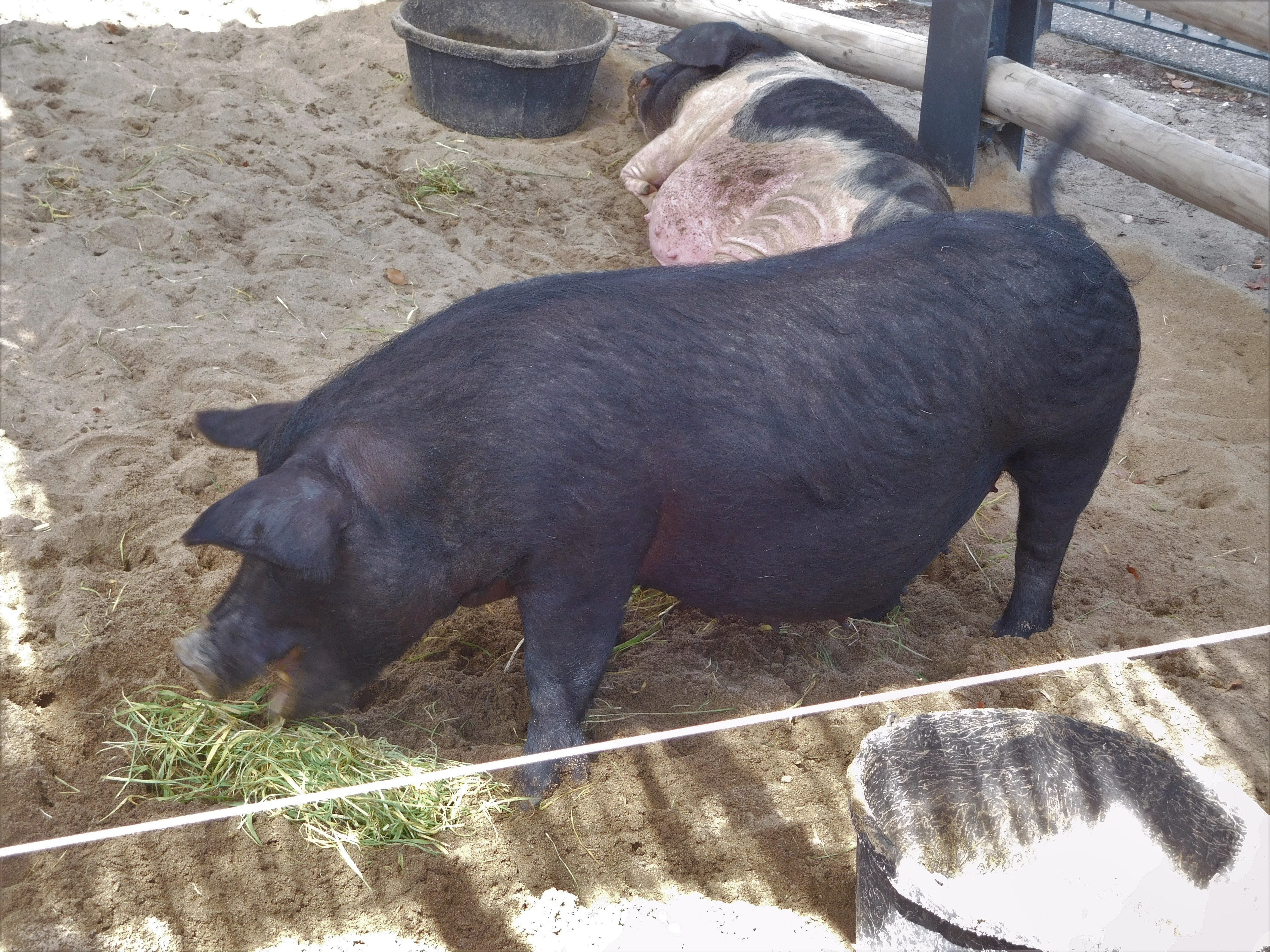
アグー（上野動物園）

- アグー - 沖縄の在来種を元祖とした産業豚。
- 今帰仁アグー（ナキジンアグー） - 沖縄県今帰仁村産。沖縄在来種の閉鎖育種による系統選抜種。ミトコンドリアDNAの解析では他のアグーと異なる東アジアで飼育される豚のグループに入る。胸椎、腰椎の数がイノシシと同数であり、東洋種の特徴を残す。性成熟が約100日であり卵巣摘出をしていた沖縄の伝統的な雌豚の生理生態を残す。遺伝的に筋繊維が細く張りがあり脂肪融点が低く超美味である。平成24年3月に商標が登録されている。
- あぐー - JAおきなわの登録商標。アグーの血を4分の1以上継ぐ交配豚の生産業者に対して与えられる。

#### 中国種系
- 梅山豚（めいしゃんとん）
- 金華豚

### 小型品種
ミニブタ
ミニブタ（miniature pig; mini-pig）は品種改良の結果生まれた愛玩動物・実験動物である。ブタとして「ミニ」であっても、体重は概ね40 - 70kgあり、100kg以上に育つ個体もある。元々家畜として飼われていたブタの小型のもの（中国南部、東南アジアのものが多い）と、交雑によって作られた種類とがある。交雑種は主に実験動物用に開発されたもので、クラウン系ミニブタやゲッティンゲン系ミニブタなどがある。
アメリカ、イギリス、ドイツ、オーストラリア、日本などでペットとして飼われているミニブタは、ほとんどがベトナムを起源とし、ヨーロッパ→アメリカ→日本に移入された太鼓腹（ポットベリー）から名づけられたポットベリーピッグ（ポットベリー種）であり、ドイツで開発された「ゲッティンゲン」の血を引くものと思われるものもある。
マイクロブタ
マイクロブタはミニブタをさらに品種改良し、体重が成長停止時で18 - 40kg程度まで育つようにした実験動物・愛玩動物のブタの品種である。

## 野生ブタ（野ブタ）

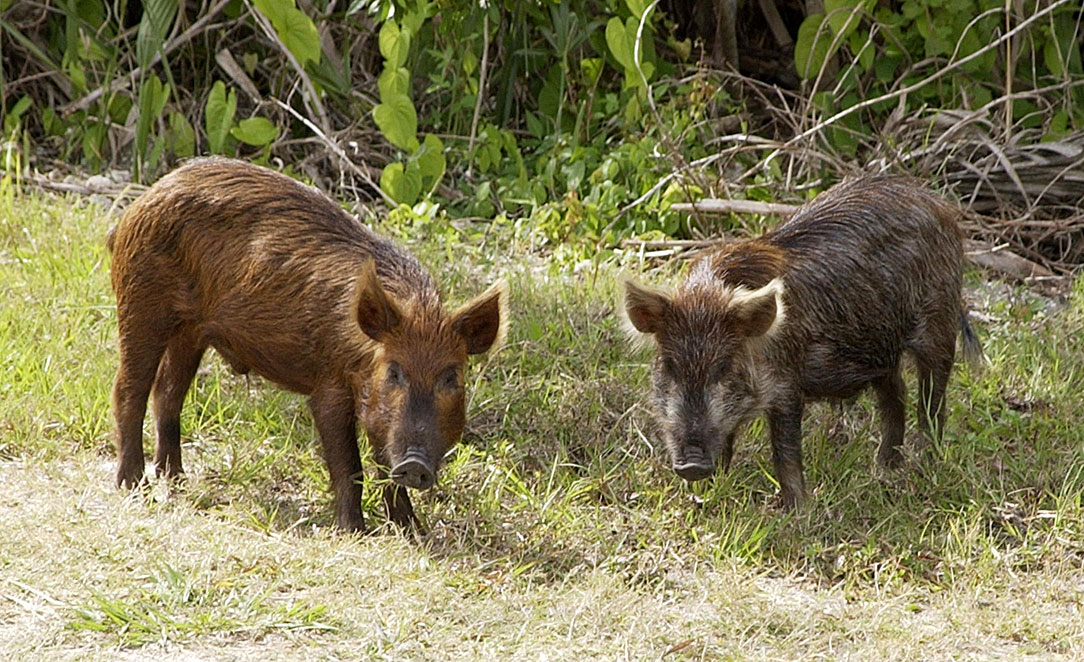
アメリカフロリダ州ケープ・カナベラルの先祖返りしたブタ

ブタが豚舎等から逃げ出して野生化すると、全身に剛毛が生え、牙が伸び（正確には家畜のブタも牙が生えるが、安全のために切っている）、先祖返りしてイノシシ化することがある。イノシシの牙よりブタの牙の方が曲がっているため、これで区別をつける。ブタは西欧諸国により植民地化された大洋に散在する離島に食料として狩るために放され、ハワイなどでも見かけることがある。イノシシとの混血をイノブタと呼ぶ。
アメリカ合衆国では、2004年にジョージア州で射殺され、写真が公表された巨大なブタのような動物がホグジラと命名された。埋められた死骸を調査した結果、野生化したブタと推測されている。
しかし、上記の通りブタやイノブタの生態系エンジニアとしての側面に注目して、イノシシの代用として利用する再野生化のプロジェクトも存在する。

## 文化
食のタブー
イスラム教（ハラール）・ユダヤ教（レビ記11章7節）・仏教（五戒の不殺生戒）などで豚を食べる事がタブーとされている。この理由として寄生虫説があるが、寄生されてから症状が出るまで長い期間があり、豚肉と寄生虫との因果関係が科学者によって解明されたのは1859年のことなので、古代でタブーの理由とするのは難しいだろう。そのほかに、動物の腐肉・排泄物を食べることから汚いとされた説、人間の食料と競合する餌を食べることから砂漠や放牧の文化がない食料枯渇地域では飼育そのものが難しくもともと当該地域で飼育していなかった説などがある。
博物館
イベント
- La Pourcailhade（フランス語版） - 展示、大食い、ブタの鳴きまねなどが行われるフランスのお祭り。
- 豚の日 - 毎年3月1日にアメリカ合衆国で開催されるブタを祝う行事。

文字について
「豕」という漢字はブタの姿を象った象形文字である。多くの漢字辞典・漢和辞典では豕部という部首が設けられている。
なお、「家」という漢字は発音を表す「𢑓」と意味を示す「宀」からなる形声文字で、今日「豕」と書かれる部分はもともと音符「𢑓」だった部分が訛変を経たものである。「家」を象形文字や会意文字に見立てて、人間の家が豚小屋と一体で使用されていた背景（豚便所など）から来ているなどと説明されることがあるが、非科学的な俗説に過ぎない。
現代中国語では、「ブタ」は「豬（＝繁体字）／猪（＝簡体字）」と表記され、ヂュー（zhū）と呼ぶ。古語では「豕」（シー shǐ）が使われた。西遊記に登場する猪八戒はブタに天蓬元帥の魂が宿った神仙で、「猪（豬）」は「朱」（zhū、中国ではよくある姓）と音が通じるために姓は「朱」にされていた。しかし明代に皇帝の姓が「朱」であったため、これを憚ってもとの意の通り「猪（豬）」を用い、猪八戒となった。
ブタを含むことわざ・慣用句・隠語
- 「豚に真珠」 - 価値のわからない者に貴重なものを与えても意味がない、という意味。聖書・マタイによる福音書7章6が言葉の由来。同義に日本独自の言葉として「猫に小判」「馬の耳に念仏」。
- 「豚は太らせてから食え」 - 文字通り。転じて、他者や団体から利権や金品を普通に巻き上げるのではなく、それらへ投資援助するなどして潤わせ且つ油断させた所で、恩や強制でそれらをより多く搾り上げたり奪うこと。
- 「豚を盗んで骨を施す」 - 大きな悪事の償いに小さな善行をすること。
- 「豚もおだてりゃ木に登る」 - おだてられて調子にのっている人間を揶揄する言葉。福島県会津地方の慣用句だったのが、アニメ『ヤッターマン』放映をきっかけに全国で使われるようになった。
- 「豚児（とんじ）」- 自分の息子をへりくだって言う言葉で、愚息と同意語。「荊妻（けいさい）豚児」は、愚妻と愚息。
- 「遼東の豕（いのこ）」 - 世間ではありふれていることを知らずに自分一人で得意になること。「井の中の蛙」と同じ。遼東では白頭の豚が珍しかったことから。
- 「三豕渉河（さんししょうか）」 - 漢字を見間違えたり、書き写し間違えること。孔子の弟子である子夏が晋で、『史記』の「己亥（きがい）渉河」という部分を、くずし書きされているためか「三豕渉河」と読み誤った人がいたため、指摘をしたという『呂氏春秋』に見える故事による。「亥豕之譌（がいしのか）」「魯魚亥豕（ろぎょがいし）」も同様に、似た漢字を読み間違えることを表す。
- 「豕交獣畜（しこうじゅうちく）」 - 豚同様に交わり、獣のように飼育する。人間を獣扱いする。
- 「封豕長蛇（ほうしちょうだ）」 - 大きなブタ（猪）と長い蛇。貪欲で残忍な人や国のたとえ。『春秋左氏伝』による成語。
- 「メスブタ」- 性的にふしだらな女を罵る言葉。マゾヒズムの女が自称する場合もある。
- 「猪（しし）食った報い」 - 悪いことをした報い。中世日本で禁忌とされた肉食を悪事になぞらえている。
- 「それぞれの豚にサン・マルティンの日が来る」 - スペインで聖マルティヌスの日には豚を解体したことから、どんな者にもツケが廻ってくるとの意[178]。
- その他「太っている人」「私利私欲を肥やす人」、また「特定の作品や分野への侮蔑」の比喩としてブタが用いられる。肥満者への蔑称として使われることが多いが、実際の豚の体脂肪率は平均的な成人男性より低い。
- Schwein haben（ドイツ語版） - ドイツ語を直訳すると「豚を飼う」「豚を得る」で、思いがけない幸運を得ることを意味する。多産で貪欲に食べる豚は、所有者にとって裕福さの象徴ともされた。

ブタにちなんだ言葉・事物
- ドイツでは、北欧神話の豊穣の神フレイの乗り物グリンブルスティにあやかり、新年や旅立ちに幸運の豚 (Gluecksschwein)と言って家族や友人で豚グッズを交換しあう[179]。また、ドイツ語で豚を飼っている（ドイツ語版）は、上記のように「思いがけない幸運をつかむ」を意味する慣用句である。
- ブタの貯金箱（ピギーバンク（英語版））は、ジャワ島で発見された12世紀が最古で、幸運の豚としているドイツでは13世紀に発見された豚の貯金箱が最古である[180]。Pygg という種類の粘土があったため、イギリスの陶器職人が Pig と聞き間違いで作り、豚は子供をたくさん産むことから縁起がよいとして定着した[181]。
- ブタを形取った蚊取線香置き（蚊遣り豚）もよくみられる。
- 「ブタカバン」 - 荷物がたくさん入った鞄のことを俗に呼ぶ。
- 「ブタ箱」 - 警察署の留置場のこと。
- おいちょかぶでは「0」のことを、ポーカー等では役が全くないクズ手のことを、それぞれ「ブタ」と呼ぶ。ポーカーに関しては「ポーク」が由来であると考えられている。
- 韓国やベトナムを含め、日本を除く東アジア漢字文化圏では、原則として十二支の亥年は「豚年」である。

豚に関する作品
豚は民話、寓話・童話、アニメーション等に、擬人化されたキャラクターとしてよく登場する。